# The Universe

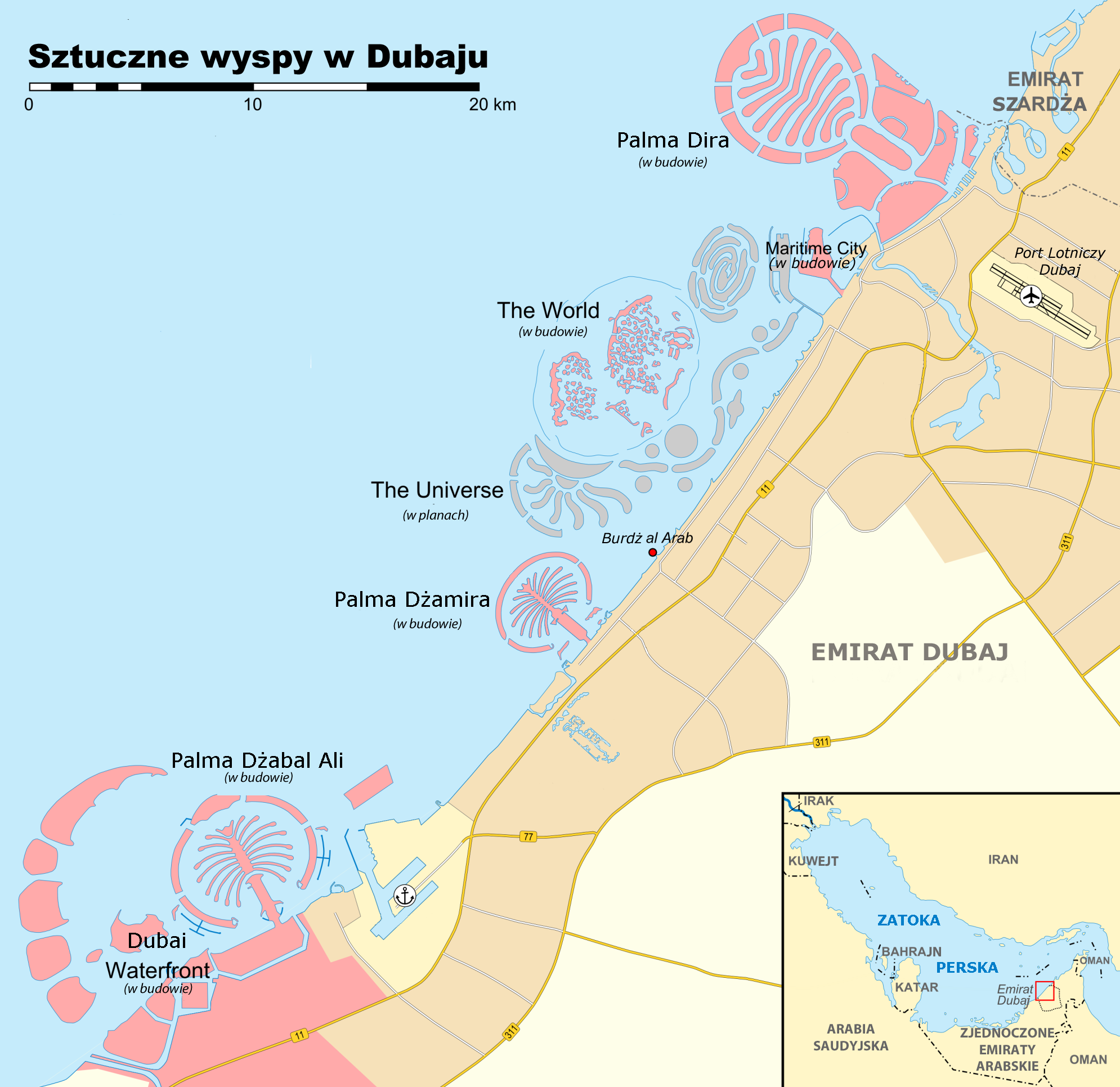
The Universe i inne projekty wybrzeża Dubaju

The Universe − zawieszony projekt budowy sztucznych wysp w Dubaju, w kształcie Drogi Mlecznej i Układu Słonecznego. Projekt zamierza wykonać przedsiębiorstwo Al Nakheel Properties, jednak został on odsunięty w czasie i jego budowa nie rozpocznie się przed 2020 rokiem. Archipelag ma znajdować się między wyspami Palm Jumeirah i Palm Deira.

## Inne sztuczne wyspy w Dubaju
- Dubai Waterfront
- The World
- Wyspy Palmowe